# Forgotten Worlds
Forgotten Worlds, conosciuto in Giappone come Lost Worlds (ロストワールド?, Rosuto Wārudo), è un videogioco sparatutto a scorrimento di Capcom originariamente distribuito come titolo da sale giochi nel 1988. È noto per essere stato il primo titolo pubblicato da Capcom per il suo sistema arcade CP System. Il gioco richiese due anni di sviluppo, con un budget per la produzione di 5 milioni di dollari. Venne successivamente convertito per molti computer e console.
Viene anche considerato il terzo titolo della trilogia degli eroi con jet pack della Capcom, dopo Section Z e Side Arms: Hyper Dyne.

## Trama
Ambientato in un lontano futuro, un dio malvagio conosciuto come Bios ha distrutto la maggior parte della Terra, rendendola un desolato deserto conosciuto come "Dust World" (mondo polveroso). Due super soldati senza nome sono stati creati per sconfiggere Bios e gli otto dei malvagi che lo servono.

## Modalità di gioco
Forgotten Worlds può essere giocato fino a due giocatori simultaneamente. Il giocatore controlla un muscoloso soldato volante armato con un fucile con munizioni illimitate. Il personaggio del giocatore 1 è equipaggiato con un fucile automatico ad ampio raggio, mentre il giocatore 2 ha una panoramica a corto raggio. I controlli nell'originale versione da cabinato consistono di un joystick ad 8 direzioni per muovere il personaggio in aria mentre sta volando e un unico pulsante rotabile conosciuto come "roll switch". Ruotando lo switch a sinistra o a destra si consente al giocatore di aggiustare la mira del suo personaggio in una delle sedici direzioni, premendolo il personaggio del giocatore spara con la sua arma. Ciò consente al giocatore di muovere il suo personaggio ovunque mentre mantiene la sua mira in una direzione. Premendo lo switch rapidamente farà usare al personaggio un "mega attacco" con cui saranno distrutti tutti i nemici sullo schermo, ma ciò costa una porzione della sua barra vitale.
Il personaggio controllato è accompagnato da un modulo satellite orbitante attorno a lui che rinforzerà la potenza di fuoco del personaggio. Come il personaggio principale, anche il satellite può essere rotato con il "roll switch". Ruotando il personaggio mentre sta sparando farà solo ruotare la mira del satellite, mentre ruotando il personaggio senza sparare non solo ruoterà la mira del satellite, ma si muoverà anche la sua relativa posizione attorno al giocatore. Il giocatore può ottenere monete colorate di blu conosciute come Zenny sconfiggendo nemici durante il gioco. I Zenny vengono usati per acquistare nuovi potenziamenti in negozi localizzati in certe parti di ogni livello. Quando il giocatore entra in un negozio, gli verranno mostrati gli oggetti disponibili ed entro un tempo limite dovrà acquistare ciò che desidera. Questi oggetti consistono principalmente in nuove armi per il modulo satellite, ma includono anche un medikit per restaurare la vitalità perduta, un'armatura che consente al giocatore di sostenere danni addizionali, ed eventuali consigli su come sconfiggere il boss che attende alla fine del livello corrente.
Forgotten Worlds presenta nove livelli ognuno dei quali avrà il suo boss. Il giocatore perderà se la sua barra vitale verrà azzerata, ma gli sarà data una possibilità per continuare.

## Conversioni
Forgotten Worlds fu prima convertito per vari computer in Europa da U.S. Gold nel 1989. Le versioni furono prodotte per Amiga, Atari ST, Commodore 64, ZX Spectrum, Amstrad CPC, TurboGrafx-16 e PC IBM. Queste versioni del gioco furono sviluppate da Arc Developments e richiedevano un joystick per poter essere giocate e non bastava solo la tastiera (ad eccezione delle versioni per PC IBM, ZX Spectrum, e Amstrad CPC). Il giocatore ruotava il personaggio in queste versioni mantenendo il bottone del fuoco mentre premeva il joystick a sinistra o destra.
Una versione Sega Mega Drive, prodotta da SEGA, fu pubblicata in Giappone il 18 novembre 1989, mentre in Nord America e nelle regioni PAL nel 1990. La versione Mega Drive simulava i controlli della versione arcade utilizzando i tasti A e C per ruotare il personaggio in ogni direzione e bottone B per sparare. A differenza di quella arcade, entrambi i giocatori sono equipaggiati con fucili automatici ad ampio raggio. Questa versione ha solo sette dei nove livelli della versione originale ed è provvista di una modalità fuoco automatico che può essere attivata o meno dalle impostazioni del gioco.
Nel 2008, la versione Mega Drive fu distribuita su Wii Virtual Console in Nord America il 17 novembre e in Europa il 28 dello stesso mese. Anche una versione Master System fu resa disponibile da SEGA in Europa e in Brasile. Quest'ultima dispone di una modalità solamente per il giocatore singolo e presenta solo i due tasti del controller standard del Master System, pertanto, quest'ultimi sono usati solamente per ruotare il personaggio, che spara automaticamente. Il mega attacco è eseguito in questa versione dalla pressione di entrambi i tasti simultaneamente.
La versione Turbografx-16, prodotta da NEC Avenue fu distribuita in Giappone il 27 marzo 1992 come titolo per il supporto Super CD-ROM² e supporta uno specifico controller a 3 tasti che NEC pubblicò solo in madre patria con cui il giocatore poteva controllare il suo personaggio in maniera identica alla versione Mega Drive. Una versione americana per TurboGrafx 16 fu pubblicata in seguito da Turbo Technologes Inc. Con il controller standard del TurboGrafx-16, il tasto "Run" è usato al posto del terzo tasto per ruotare il personaggio a sinistra. Inoltre nell'edizione per TurboGrafx-16 era presenta solo la modalità giocatore singolo, che in compenso consentiva al giocatore di selezionare uno dei due sconosciuti soldati all'inizio del gioco (con le loro rispettive abilità conservate dalla versione arcade).
Un'emulazione della versione originale arcade è stata inclusa nella raccolta del 2005 Capcom Classics Collection Vol.1 per PlayStation 2 e Xbox, e nella raccolta del 2006 Capcom Classics Collection: Remixed per PlayStation Portable. Sia la versione PS2 che quella Xbox, consentono al giocatore di usare i loro rispettivi stick analogici destri per controllare la mira del personaggio del giocatore.